# Inzisur

Blutdruckkurve mit Inzisur

Als Inzisur (v. lat. „incisura“ - Schnitt) bezeichnet man eine Einbuchtung oder einen Einschnitt.
In der Medizin findet der Begriff sowohl Anwendung für Einbuchtungen an Knochen oder Organen, als auch an Kurvenverläufen. Zum Beispiel zeigt die Blutdruckkurve beim Abfall des Blutdrucks zwischen systolischem und diastolischem Druck einen Einschnitt durch eine kurzfristige Senkung des Blutdrucks beim Schluss der Aortenklappe.

## Einzelnachweis
1. ↑  Duden Online: Incisur hier online